# 11827 Wasyuzan
11827 Wasyuzan è un asteroide della fascia principale. Scoperto nel 1982, presenta un'orbita caratterizzata da un semiasse maggiore pari a 2,2803372 UA e da un'eccentricità di 0,1524360, inclinata di 3,19539° rispetto all'eclittica.